# Мужская сборная Румынии по гандболу
Мужская сборная Румынии по гандболу — национальная команда, представляющая Румынию на международных соревнованиях по гандболу. Управляется Румынской гандбольной федерацией. В 1960-е — 1970-е годы считалась одной из ведущих команд мира, четырежды становилась чемпионом мира. В настоящее время не является ведущей командой Европы и мира.

## Достижения
Чемпионы       2-е место       3-е место       4-е место

### Олимпийские игры
| Игры                                | Раунд                | Место                | И                    | В                    | Н                    | П                    | ГЗ                   | ГП                   |
| ----------------------------------- | -------------------- | -------------------- | -------------------- | -------------------- | -------------------- | -------------------- | -------------------- | -------------------- |
| Берлин 1936                         | Матч за 5-е место    | 5-е из 6             | 3                    | 1                    | 0                    | 2                    | 19                   | 29                   |
| С 1948 по 1968 турнир не проводился |                      |                      |                      |                      |                      |                      |                      |                      |
| Мюнхен 1972                         | 3-е место            | 3-е из 16            | 5                    | 1                    | 0                    | 4                    | 82                   | 89                   |
| Монреаль 1976                       | 2-е место            | 2-е из 12            | 5                    | 3                    | 1                    | 1                    | 106                  | 90                   |
| Москва 1980                         | 3-е место            | 3-е из 12            | 6                    | 5                    | 0                    | 1                    | 139                  | 106                  |
| Лос-Анджелес 1984                   | 3-е место            | 3-е из 12            | 6                    | 5                    | 0                    | 1                    | 143                  | 110                  |
| Сеул 1988                           | Не квалифицировались | Не квалифицировались | Не квалифицировались | Не квалифицировались | Не квалифицировались | Не квалифицировались | Не квалифицировались | Не квалифицировались |
| Барселона 1992                      | Матч за 7-е место    | 8-е из 12            | 6                    | 1                    | 1                    | 4                    | 126                  | 138                  |
| Атланта 1996                        | Не квалифицировались | Не квалифицировались | Не квалифицировались | Не квалифицировались | Не квалифицировались | Не квалифицировались | Не квалифицировались | Не квалифицировались |
| Сидней 2000                         | Не квалифицировались | Не квалифицировались | Не квалифицировались | Не квалифицировались | Не квалифицировались | Не квалифицировались | Не квалифицировались | Не квалифицировались |
| Афины 2004                          | Не квалифицировались | Не квалифицировались | Не квалифицировались | Не квалифицировались | Не квалифицировались | Не квалифицировались | Не квалифицировались | Не квалифицировались |
| Пекин 2008                          | Не квалифицировались | Не квалифицировались | Не квалифицировались | Не квалифицировались | Не квалифицировались | Не квалифицировались | Не квалифицировались | Не квалифицировались |
| Лондон 2012                         | Не квалифицировались | Не квалифицировались | Не квалифицировались | Не квалифицировались | Не квалифицировались | Не квалифицировались | Не квалифицировались | Не квалифицировались |
| Рио-де-Жанейро 2016                 | Не квалифицировались | Не квалифицировались | Не квалифицировались | Не квалифицировались | Не квалифицировались | Не квалифицировались | Не квалифицировались | Не квалифицировались |
| Токио 2020                          | Не квалифицировались | Не квалифицировались | Не квалифицировались | Не квалифицировались | Не квалифицировались | Не квалифицировались | Не квалифицировались | Не квалифицировались |
| Париж 2024                          | Не квалифицировались | Не квалифицировались | Не квалифицировались | Не квалифицировались | Не квалифицировались | Не квалифицировались | Не квалифицировались | Не квалифицировались |
| Итого                               | 6/13                 | -                    | 33                   | 21                   | 2                    | 10                   | 644                  | 565                  |

### Чемпионаты мира
| 1938   | Не участвовали       | Не участвовали       | Не участвовали       | Не участвовали       | Не участвовали       | Не участвовали       | Не участвовали       | Не участвовали       |                      |                      |                      |
| 1954   | Не участвовали       | Не участвовали       | Не участвовали       | Не участвовали       | Не участвовали       | Не участвовали       | Не участвовали       | Не участвовали       |                      |                      |                      |
| 1958   | 13                   | 3                    | 0                    | 1                    | 2                    | 40                   | 50                   | -10                  |                      |                      |                      |
| 1961   | 1                    | 6                    | 5                    | 0                    | 1                    | 89                   | 67                   | +22                  |                      |                      |                      |
| 1964   | 1                    | 6                    | 6                    | 0                    | 0                    | 136                  | 88                   | +48                  |                      |                      |                      |
| 1967   | 3                    | 6                    | 4                    | 1                    | 1                    | 114                  | 88                   | +26                  |                      |                      |                      |
| 1970   | 1                    | 6                    | 5                    | 0                    | 1                    | 94                   | 68                   | +26                  |                      |                      |                      |
| 1974   | 1                    | 6                    | 5                    | 0                    | 1                    | 111                  | 81                   | +30                  |                      |                      |                      |
| 1978   | 7                    | 6                    | 3                    | 1                    | 2                    | 131                  | 106                  | +25                  |                      |                      |                      |
| 1982   | 5                    | 7                    | 5                    | 0                    | 2                    | 164                  | 152                  | +12                  |                      |                      |                      |
| 1986   | 9                    | 7                    | 3                    | 0                    | 4                    | 146                  | 147                  | -1                   |                      |                      |                      |
| 1990   | 3                    | 7                    | 6                    | 0                    | 1                    | 168                  | 142                  | +26                  |                      |                      |                      |
| 1993   | 10                   | 7                    | 2                    | 1                    | 4                    | 143                  | 152                  | -9                   |                      |                      |                      |
| 1995   | 10                   | 6                    | 3                    | 0                    | 3                    | 147                  | 152                  | -5                   |                      |                      |                      |
| 1997   | Не квалифицировались | Не квалифицировались | Не квалифицировались | Не квалифицировались | Не квалифицировались | Не квалифицировались | Не квалифицировались | Не квалифицировались | Не квалифицировались | Не квалифицировались | Не квалифицировались |
| 1999   | Не квалифицировались | Не квалифицировались | Не квалифицировались | Не квалифицировались | Не квалифицировались | Не квалифицировались | Не квалифицировались | Не квалифицировались | Не квалифицировались | Не квалифицировались | Не квалифицировались |
| 2001   | Не квалифицировались | Не квалифицировались | Не квалифицировались | Не квалифицировались | Не квалифицировались | Не квалифицировались | Не квалифицировались | Не квалифицировались | Не квалифицировались | Не квалифицировались | Не квалифицировались |
| 2003   | Не квалифицировались | Не квалифицировались | Не квалифицировались | Не квалифицировались | Не квалифицировались | Не квалифицировались | Не квалифицировались | Не квалифицировались | Не квалифицировались | Не квалифицировались | Не квалифицировались |
| 2005   | Не квалифицировались | Не квалифицировались | Не квалифицировались | Не квалифицировались | Не квалифицировались | Не квалифицировались | Не квалифицировались | Не квалифицировались | Не квалифицировались | Не квалифицировались | Не квалифицировались |
| 2007   | Не квалифицировались | Не квалифицировались | Не квалифицировались | Не квалифицировались | Не квалифицировались | Не квалифицировались | Не квалифицировались | Не квалифицировались | Не квалифицировались | Не квалифицировались | Не квалифицировались |
| 2009   | 15                   | 5                    | 2                    | 0                    | 3                    | 141                  | 135                  | +6                   |                      |                      |                      |
| 2011   | 19                   | 5                    | 2                    | 0                    | 3                    | 132                  | 123                  | +9                   |                      |                      |                      |
| 2013   | Не квалифицировались | Не квалифицировались | Не квалифицировались | Не квалифицировались | Не квалифицировались | Не квалифицировались | Не квалифицировались | Не квалифицировались |                      |                      |                      |
| 2015   | Не квалифицировались | Не квалифицировались | Не квалифицировались | Не квалифицировались | Не квалифицировались | Не квалифицировались | Не квалифицировались | Не квалифицировались |                      |                      |                      |
| 2017   | Не квалифицировались | Не квалифицировались | Не квалифицировались | Не квалифицировались | Не квалифицировались | Не квалифицировались | Не квалифицировались | Не квалифицировались |                      |                      |                      |
| / 2019 | Не квалифицировались | Не квалифицировались | Не квалифицировались | Не квалифицировались | Не квалифицировались | Не квалифицировались | Не квалифицировались | Не квалифицировались |                      |                      |                      |
| 2021   | Не квалифицировались | Не квалифицировались | Не квалифицировались | Не квалифицировались | Не квалифицировались | Не квалифицировались | Не квалифицировались | Не квалифицировались |                      |                      |                      |
| / 2023 | Не квалифицировались | Не квалифицировались | Не квалифицировались | Не квалифицировались | Не квалифицировались | Не квалифицировались | Не квалифицировались | Не квалифицировались |                      |                      |                      |
| Итого  | 14/24                | 83                   | 51                   | 4                    | 28                   | 25                   | 1756                 | 1552                 |                      |                      |                      |

### Чемпионаты Европы
| Рекорды чемпионатов Европы | Рекорды чемпионатов Европы | Рекорды чемпионатов Европы | Рекорды чемпионатов Европы | Рекорды чемпионатов Европы | Рекорды чемпионатов Европы | Рекорды чемпионатов Европы | Рекорды чемпионатов Европы | Рекорды чемпионатов Европы | Рекорды чемпионатов Европы |
| Год                        | Место                      | Игр                        | Выиграно                   | Ничьи                      | Проиграно                  | Забито                     | Пропущено                  | +/-                        |                            |
| -------------------------- | -------------------------- | -------------------------- | -------------------------- | -------------------------- | -------------------------- | -------------------------- | -------------------------- | -------------------------- | -------------------------- |
| 1994                       | 11                         | 5                          | 1                          | 0                          | 4                          | 113                        | 135                        | -22                        |                            |
| 1996                       | 9                          | 5                          | 1                          | 0                          | 4                          | 117                        | 134                        | -17                        |                            |
| 1998                       | Не квалифицировались       | Не квалифицировались       | Не квалифицировались       | Не квалифицировались       | Не квалифицировались       | Не квалифицировались       | Не квалифицировались       | Не квалифицировались       |                            |
| 2000                       | Не квалифицировались       | Не квалифицировались       | Не квалифицировались       | Не квалифицировались       | Не квалифицировались       | Не квалифицировались       | Не квалифицировались       | Не квалифицировались       |                            |
| 2002                       | Не квалифицировались       | Не квалифицировались       | Не квалифицировались       | Не квалифицировались       | Не квалифицировались       | Не квалифицировались       | Не квалифицировались       | Не квалифицировались       |                            |
| 2004                       | Не квалифицировались       | Не квалифицировались       | Не квалифицировались       | Не квалифицировались       | Не квалифицировались       | Не квалифицировались       | Не квалифицировались       | Не квалифицировались       |                            |
| 2006                       | Не квалифицировались       | Не квалифицировались       | Не квалифицировались       | Не квалифицировались       | Не квалифицировались       | Не квалифицировались       | Не квалифицировались       | Не квалифицировались       |                            |
| 2008                       | Не квалифицировались       | Не квалифицировались       | Не квалифицировались       | Не квалифицировались       | Не квалифицировались       | Не квалифицировались       | Не квалифицировались       | Не квалифицировались       |                            |
| 2010                       | Не квалифицировались       | Не квалифицировались       | Не квалифицировались       | Не квалифицировались       | Не квалифицировались       | Не квалифицировались       | Не квалифицировались       | Не квалифицировались       |                            |
| 2012                       | Не квалифицировались       | Не квалифицировались       | Не квалифицировались       | Не квалифицировались       | Не квалифицировались       | Не квалифицировались       | Не квалифицировались       | Не квалифицировались       |                            |
| 2014                       | Не квалифицировались       | Не квалифицировались       | Не квалифицировались       | Не квалифицировались       | Не квалифицировались       | Не квалифицировались       | Не квалифицировались       | Не квалифицировались       |                            |
| 2016                       | Не квалифицировались       | Не квалифицировались       | Не квалифицировались       | Не квалифицировались       | Не квалифицировались       | Не квалифицировались       | Не квалифицировались       | Не квалифицировались       |                            |
| 2018                       | Не квалифицировались       | Не квалифицировались       | Не квалифицировались       | Не квалифицировались       | Не квалифицировались       | Не квалифицировались       | Не квалифицировались       | Не квалифицировались       |                            |
| / 2020                     | Не квалифицировались       | Не квалифицировались       | Не квалифицировались       | Не квалифицировались       | Не квалифицировались       | Не квалифицировались       | Не квалифицировались       | Не квалифицировались       |                            |
| / 2022                     | Не квалифицировались       | Не квалифицировались       | Не квалифицировались       | Не квалифицировались       | Не квалифицировались       | Не квалифицировались       | Не квалифицировались       | Не квалифицировались       |                            |
| 2024                       | 22                         | 3                          | 0                          | 0                          | 3                          | 73                         | 98                         | -25                        |                            |
| Итого                      | -                          | 13                         | 2                          | 0                          | 11                         | 303                        | 367                        | -64                        |                            |